# Volha Hapeyeva

Volha Hapeyeva, Juli 2025, Zug (Schweiz)

Volha Hapeyeva (belarussisch Вольга Гапеева, deutsch ‚Wolha Hapejewa‘, englisch Volha Hapeyeva; * 5. Januar 1982 in Minsk) ist eine belarussische Schriftstellerin, Dichterin, Übersetzerin und Linguistin. Ihr Name wird im Deutschen mit Wolha Hapejewa transkribiert, sie publiziert jedoch auch im deutschen Sprachraum unter ihrer englischen Schreibweise.

## Leben
2004 absolvierte sie die Minsker Staatliche Linguistische Universität in der Fachrichtung „Fremdsprachen und Literatur“ mit Englisch, Deutsch und Französisch und schloss das Studium 2005 mit dem Masterexamen ab. Einen weiteren Master-Studiengang absolvierte sie im Fach „Gender Studies“ in Vilnius, Litauen an der EHU-International. 2012 erwarb sie den Doktorgrad Ph.D. an der Minsker Linguistischen Universität in der Fachrichtung Vergleichende Linguistik.
Während der Proteste im Sommer 2020 in ihrer Geburtsstadt Minsk hielt sich Hapeyeva als Stadtschreiberin in Graz auf. Kurz danach wohnte sie mit einem Stipendium für einige Monate am Starnberger See, anschließend in Krems, schließlich wurde sie ins Writers-in-Exile-Programm des PEN Zentrums Deutschland aufgenommen und lebte eineinhalb Jahre in München. 2022 erhielt sie für den Essay Die Verteidigung der Poesie in Zeiten dauernden Exils den Wortmeldungen-Preis für kritische Kurztexte. 2023 war sie Fellow des DAAD in Berlin.

## Schaffen
Wolha Hapejewa schreibt Gedichte, Prosa und Dramen. Sie übersetzt aus mehreren Sprachen (Deutsch, Englisch, Chinesisch, Japanisch, Ukrainisch, Lettisch); unter anderem hat sie Haikus von Kobayashi Issa und Prosa von Robert Walser übertragen. Außerdem übersetzte sie für die OSZE historische und aktuelle Dokumente zur Ostukraine.
Ihr Werk Der Sammler (original Калекцыянэр) wurde auf dem Festival Тры днi (deutsch: Drei Tage) als Stück im Museum der Geschichte der belarussischen Literatur aufgeführt. Im Oktober 2006 wurde dasselbe Stück in Polen, Lubin beim internationalen Theaterfestival Konfrontacje Teatralne im Projekt Dramat Nieobecny bei den Lesungen der belarussischen Dramaturgie gespielt. Sie untersucht das Phänomen der körperlichen Veränderung und Selbstverletzungen. Weitere Forschungsthemen sind Genderproblematik in Kultur und Literatur und die Philosophie der Sprache. Wolha Hapejewa ist Mitglied des Belarussischen PEN-Centers und des unabhängigen belarussischen Schriftstellerverbandes.  Ihre Gedichte wurden ins Deutsche, Englische, Mazedonische, Tschechische, Litauische und Polnische übersetzt.

## Werke

### Bücher
- “Рэканструкцыя неба” („Rekonstruktion des Himmels“) (Lyrik, Prosa, Drama). – Miensk: Logvinov, 2003.
- “Няголены ранак” („Unrasierter Morgen“) (Lyrik). – Miensk: Logvinov, 2008.
- “Метад муаравых крэсак” („Methode der Moirestreifen“) (Lyrik). – Miensk: Golijafy, 2012.
- “Прысак і пожня” („Asche und Stoppel“) (Lyrik). – Miensk: Logvinov, 2012.
- “(в)ядомыя гісторыі” („(unverg)essbare geschichten“), bybooks.eu, 2013; Logvino Literatūros namai, 2016.
- “Дзве Авечкі”  (“Zwei Schäfchen”), Logvinov, 2014.
- “Сумны суп” (Traurige Suppe), Halijafy, 2014.
- “Граматыка снегу” (Schneegrammatik), Halijafy, 2017.
- “Чорныя макі” (Schwarzer Mohn), Halijafy, 2018.
- “Кэмэл-Трэвэл” (Camel-Travel), Halijafy, 2019.
  - Camel Travel, übersetzt aus dem Belarussischen von Thomas Weiler, Droschl, Graz 2021, ISBN 978-3-99059-073-7.
- “словы якія са мной адбыліся” (Wörter, die mir widerfuhren), Halijafy, 2020.
- “Самота, што жыла ў пакоі насупраць” (Die Einsamkeit im Zimmer gegenüber), Halijafy, 2021.
  - Samota. Die Einsamkeit wohnte im Zimmer gegenüber. Roman, übersetzt aus dem Belarussischen von Tina Wünschmann. Droschl, Graz 2024, ISBN 978-3-99059-151-2.
- Die Verteidigung der Poesie in Zeiten dauernden Exils. Essay, auf Deutsch verfasst, ergänzt um drei Gedichte, übersetzt aus dem Belarussischen von Matthias Göritz, Verbrecher Verlag, Berlin 2022, ISBN 978-3-95732-532-7.
- “Парадокс Немаўля. Tractatus Poeticus” (Das Paradoxon des noch nicht Sprechenden), Halijafy, 2022.
- Trapezherz. Gedichte, übersetzt aus dem Belarusischen von Matthias Göritz, Droschl, Graz 2023, ISBN 978-3-99059-131-4.

### Publikationen in Anthologien (Auswahl)
- „Labirynt. Antologia współczesnego dramatu białoruskiego“. – Radzyń Podlaski, 2013.
- “European Borderlands. Sprachlandschaften der Poesie”. – Міnsk: Logvinov, 2009.
- “Лінія фронту-2” (Frontlinie-2. Anthologie mit deutschen und belarussischen Texten). –  Miensk: Logvinov, 2007.
- “Краса і Сіла” (Pracht und Macht. Anthologie der Belarussischen Lyrik des 20. Jh.) / Komp. von Skobla M.; Ed. von Pashkevich – Miensk: Limaryus, 2003.
- „Лінія Фронту“ (Frontlinie. Anthologie mit deutschen und belarussischen Texten). –  Miensk: Logvinov, 2003.
- “Верш на Свабоду” (Gedicht für die Freiheit). Lyrikanthologie. Radio Liberty, 2002.
- “Анталогія маладога верша” (Anthologie des Jungen Gedichtes). Miensk: Uradzhaj, 2001.

### Publikationen in Literaturzeitschriften
- „ARCHE“ (Belarus), „Dziejaslou“ (Belarus), „Maladosc“ (Belarus), „Texty“ (Belarus)
- „pARTizan“ (Belarus), „Krynica“ (Belarus), „Pershacvet“ (Belarus)
- „Blesok“ (Makedonien)
- „Czas Kultury“ (Polen)
- „die horen“ (Deutschland)
- „OSTRAGEHEGE“ 65-I/2012 (Deutschland)
- „Literatur und Kritik“ 461/462–2012 (Österreich)
- „Manuskripte“ (Österreich)

### Fachliteratur (Auswahl)
- „The Conceptual Semantic Frame of Desire in English and Belarusian“, in: Grazer Linguistische Studien Nr. 86, Herbst 2016, S. 57–70, online auf: researchgate.net (Oktober 2016)
- „Семантыка волі ў наіўнай карціне свету: супастаўляльны аспект (на матэрыяле беларускай і англійскай моў)“, [Semantik des Willens in einem naiven Weltbild], in: Slavistica Vilnensis Nr. 62, 2017, ISSN 2351-6895, S. 241–255, online auf: researchgate.net (März 2018).
- „Borderland Semantics of the Imperative. (The case of the Belarusian language in comparison to English)“, in: Studie z aplikované lingvistiky, Vol. 9, Nr. 2 2018, ISSN 2336-6702, S. 24–36, online auf: researchgate.net (4. März 2019).
- „Gender Representation in Mass Media, Fiction and Learning Materials. The Case of Optative Semantics in male and female speech“, in: Inna Kalita et al., Gender in language, speech and dialects : Belarusian experience, Ústí nad Labem: Jan-Evangelista-Purkyně-Universität, 2017, ISBN 978-80-7561-096-6 (S. 61–97).
- Семантыка ірэальнасці: волевыяўленне ў беларускай і англійскай мовах [Semantik von Irrealität: Willensäußerung in der Belarussischen und Englischen Sprache]. Minsk: MSLU, 2019, ISBN 978-985-460-926-3.
- Лингвостилистический анализ текста [Sprachstilistische Textanalyse], Minsk: MSLU, 2019, ISBN 978-985-460-975-1.

## Anerkennungen (Stipendien und Auszeichnungen; Auswahl)
- 2008 – Sommerakademie für Übersetzer deutscher Literatur im Literarischen Colloquium Berlin[2]
- Juli–August 2009 – literarisches Colloquium Berlin (LCB) Stipendium der Stiftung Preußische Seehandlung (Deutschland)[2]
- 2010 und 2012 – Internationales Haus der Schriftsteller und Übersetzer Ventspils (Lettland)[2]
- 2011 – „Goldener Apostroph“ (belarussisch Залаты апостраф) Preis für die beste Publikation im Bereich Poesie[8]
- 2013 – Ex-libris-Preis für das beste Kinderbuch Traurige Suppe[2]
- 2013 – Artist-in-Residence im Internationalen Haus der Autoren in Graz[9]
- 2014 – Artist-in-Residence in Wien (KulturKontakt Austria und Bundesministerium für Unterricht, Kunst und Kultur)[2]
- 2015 – „Buch des Jahres“-Preis des Belarussischen PEN (in der Kategorie Kinderliteratur)[10]
- 2021 – Rotahorn-Literaturpreis (1. Preis)[10]
- 2022 – Wortmeldungen-Literaturpreis für ihren Essay Die Verteidigung der Poesie in Zeiten dauernden Exils[11][12]
- 2022 – Fellowship des Berliner Künstlerprogramms des DAAD[5]
- 2022 – Jerzy-Giedroyc-Literaturpreis 2022 für Samota. Die Einsamkeit wohnte im Zimmer gegenüber[10]